# Haaška skupina
Haaška skupina (angleško Hague Group) je skupina držav globalnega juga, ki je bila ustanovljena 31. januarja 2025 za zaščito in spoštovanje odločb Meddržavnega sodišča (ICJ) in Mednarodnega kazenskega sodišča (ICC) v zvezi z izraelsko-palestinskim konfliktom.

## Ustanovitev in cilji
Skupina, ki jo je sklicala organizacija Progressive International, je svojo ustanovitev razglasila 31. januarja 2025. Skupino je ustanovilo devet držav članic: Belize, Bolivija, Čile ali Kuba, Kolumbija, Honduras, Malezija, Namibija, Senegal in Južna Afrika. Ustanovne članice so k sodelovanju povabile več drugih držav, med njimi tudi Španijo. Haaški skupini predseduje Varsha Gandikota-Nellutla, so-generalna koordinatorka organizacije Progressive International, ki je opisala motivacijo za ustanovitev skupine: "Haaška skupina se je rodila iz nujnosti. V svetu, kjer močne države delujejo nekaznovano, moramo stopiti skupaj in braniti načela pravičnosti, enakosti in človekovih pravic."
Južnoafriški minister za mednarodne odnose Ronald Lamola je dejal: "Oblikovanje Haaške skupine je jasno sporočilo: noben narod ni nad zakonom in noben zločin ne bo ostal brez odgovora". V skladu s svojo ustanovno izjavo se skupina zavzema za nacionalne obveznosti, da "konča izraelsko okupacijo države Palestine in podpre uresničevanje neodtujljive pravice palestinskega ljudstva do samoodločbe, vključno s pravico do neodvisne države Palestine".
Države članice so se dogovorile, da bodo preprečile dobavo ali prenos orožja, streliva in pripadajoče opreme Izraelu v vseh primerih, ko obstaja jasno tveganje, da bi bilo to orožje uporabljeno za izvajanje ali omogočanje kršitev mednarodnega humanitarnega prava ali genocida. Devet držav je napovedalo, da bodo preprečile, da bi se ladje, s katerimi se v Izrael prevaža orožje ali vojaško gorivo, ustavile v katerem koli njihovem pristanišču. Predsednica skupine Varsha Gandikota-Nellutla je ob ustanovitvi Haaške skupine dejala: "Z usklajevanjem zavez v naših pristaniščih, tovarnah in sodiščih želi Haaška skupina vzpostaviti obrambni zid za zaščito mednarodnega prava." Med podporniki, ki so bili prisotni na dogodku ob začetku delovanja, so bili člani neodvisnih komisij ZN, odvetniki za človekove pravice in parlamentarci iz več držav, med njimi Yanis Varoufakis in Jeremy Corbyn.

## Pravne odločbe
Skupina se je v svoji uvodni izjavi sklicevala na več različnih pravnih odločb, v katerih je trdila, da dejanja Izraela pomenijo genocid in kršitev mednarodnega prava. Skupina navaja, da je pravna dolžnost vseh držav, da takšne zločine preprečijo. Za kontekst so se sklicevali na resolucije Združenih narodov, vključno z resolucijo Varnostnega sveta Združenih narodov št. 418 iz leta 1977, ki odreja obvezen embargo na orožje proti Južni Afriki.
Članice skupine so sporočile, da nameravajo podpreti Mednarodno kazensko sodišče v zvezi z nalogi za prijetje izraelskega premiera Benjamina Netanjahuja in njegovega nekdanjega obrambnega ministra Joava Gallanta, ki jih je izdalo v okviru preiskave sodišča v Palestini zaradi dogodkov od junija 2014.
Skupina je izjavila, da bo podprla izvajanje začasnih ukrepov, ki jih je januarja, marca in maja 2024 odredilo Meddržavno sodišče v primeru genocida Južne Afrike proti Izraelu, ter sodbe z dne 19. julija 2024 v primeru Meddržavnega sodišča o izraelski okupaciji palestinskih ozemelj.

## Članstvo
Haaško skupino je sprva sestavljalo devet držav članic. Strokovnjaki Združenih narodov za človekove pravice, vključno s posebnimi poročevalci Francesco Albanese, Tlalengom Mofokengom in Jovano Jezdimirović Ranito, so 3. aprila 2025 pozvali več držav, naj se pridružijo Haaški skupini, saj so bili zaskrbljeni, da pomanjkanje ukrepov ogroža mednarodni pravni sistem. Po podatkih Middle East Eye je haaško skupino 10. julija 2025 sestavljalo osem držav.
| Ime                      | Naslov                                                        | Članica      |
| ------------------------ | ------------------------------------------------------------- | ------------ |
| Assad Shoman             | Posebni odposlanec predsednika vlade za vprašanja suverenosti | Belize       |
| Roberto Calzadilla       | Veleposlanik na Nizozemskem                                   | Bolivija     |
|                          |                                                               | Čile         |
| Carolina Olarte-Bácares  | Veleposlanik na Nizozemskem                                   | Kolumbija    |
| Isaura Cabañas Vera      | Odpravnik poslov, kubansko veleposlaništvo, Nizozemska        | Kuba         |
| Mariam Tavassoli Zea     | Svetovalec ministra za zunanje zadeve                         | Honduras     |
| Roseli Bin Abdul         | Veleposlanik na Nizozemskem                                   | Malezija     |
| Yvonne Dausab            | Minister za pravosodje                                        | Namibija     |
| Ramatoulaye Ba Epse Faye | Veleposlanik na Nizozemskem                                   | Senegal      |
| Ronald Lamola            | Minister za mednarodne odnose in sodelovanje                  | Južna Afrika |
| 1.                       |                                                               |              |

## Dejanja
Skupina je sporočila, da bo 15. in 16. julija 2025 v Bogoti organizirala izredno srečanje, na katerem bodo države članice napovedale usklajene konkretne ukrepe za uveljavljanje mednarodnega prava. Srečanja naj bi se udeležili predstavniki več kot 20 držav, med njimi Brazilije, Kitajske, Indonezije, Irske, Portugalske, Katarja, Španije in Turčije.
Članek Middle East Eye, ki je prvi poročal o tem seznamu, je bil pozneje posodobljen in je vključeval več kot 30 pričakovanih držav udeleženk, med drugim so bile dodane Mehika, Norveška in Pakistan. Drugi članek iste publikacije je poročal, da naj bi se članstvo v skupini povečalo "v prihodnjih mesecih", Patrick Wintour iz časopisa The Guardian pa je 15. julija 2025 trdil, da Haaška skupina že vključuje nekatere od teh novih pričakovanih udeleženck srečanja v Bogoti.